# Aktieselskab
Aktieselskab (дан. aktieselskab, скорочено ⅍) — одна із організаційно-правових форм, в якій можливі створення та діяльність юридичних осіб за законодавством Данії. Є аналогом акціонерного товариства за законодавством України та за законодавствами інших країн.
Згідно з авторами законопроєкту «Про податковий суверенітет України та офшорні компанії» 2016 року, холдингові компанії, створені у формі A/S, звільнялися від обов'язку утримання податку з дивідендів, розподілених або нарахованих на користь нерезидентів, та з інших пасивних доходів, які виплачуються на користь контрольованої іноземної компанії (англ. Controlled Foreign Company або скорочено CFC), у тому числі податкових резидентів України.